# Musée La Salle des sciences naturelles
 (septembre 2015).
Si vous disposez d'ouvrages ou d'articles de référence ou si vous connaissez des sites web de qualité traitant du thème abordé ici, merci de compléter l'article en donnant les références utiles à sa vérifiabilité et en les liant à la section « Notes et références ».
Le musée La Salle des sciences naturelles est un musée d'histoire naturelle situé au Costa Rica. Son fondateur a été le frère Eduardo Fernández Bárcena qui l'inaugura en 1960 et depuis, ses nombreux exemplaires sont d'une grande valeur historique et scientifique pour le pays.
Le musée est ouvert au public tous les jours du lundi au samedi de 8 à 16 heures, et les dimanches, ainsi que jours fériés de 9 à 17 heures.  Le musée compte avec plus de 70 000 spécimens de zoologie, paléontologie, archéologie et minéralogie.  Le bâtiment est situé dans le quartier du parc métropolitain La Sabana, à San José dans les lotissements du Ministère d'Agriculture.
Les plus de 70 000 pièces en exhibition se trouvent dans les différentes collections qui recouvrent les suivant sujets :
- paléontologie, avec des magnifiques répliques de grands dinosaures et des exemplaires de fossiles d'animaux primitifs
- géologie avec des roches et minéraux
- malacologie qui possède une collection de coquilles et mollusques, une des meilleures de l'Amérique latine avec plus de 14 000 exemplaires de quelque 5,000 espèces
- invertébrés qui réunit des éponges, des coraux, des scorpions, des araignées, des insectes, etc.
- ornithologie avec les plus variés oiseaux dans une collection de plus de 1 400 exemplaires
- entomologie qui contient la meilleure et plus grande collection de papillons du Costa Rica avec 9,000 exemplaires

Le musée possède aussi 1,600 espèces, entre poissons marins et d'eau douce, des reptiles, des crocodiles, des iguanes, des tortues, des serpents et des  mammifères.
Le musée appartient au collège La Salle.  Il fait partie de la structure pédagogique du collège et de l'université La Salle. 